# 索山
索山（英語：Mount Saw）是南極洲的山峰，位於肯普地，屬於萊基山脈的一部分，由澳大利亞探險隊繪入地圖，以直昇機師命名，現時由南極條約體系管理。